# Malouinière de la Grande Gâtinais
Le malouinière de la Grande Gâtinais est une malouinière situé de la commune de Saint-Coulomb, dans le département d'Ille-et-Vilaine en région Bretagne,. 

## Historique
La Grande Gâtinais aurait été un lieu de résidence épisodique de Fouché, dont la police surveillait les environs, notamment avec la conspiration de La Rouërie à la Fosse-Hingant.
Elle est inscrite au titre des monuments historiques par arrêté du 5 juin 1992.